# Бухта Руддера
Бу́хта Ру́ддера — бухта на побережье Анадырского залива Берингова моря в пределах Провиденского района Чукотского автономного округа. Ближайший населённый пункт — национальное село Энмелен находится в 30 км западнее.
Название дали американские китобои во второй половине XIX века, в переводе с англ. Rudder — «руль».
Является лагуной, отделенной от моря косой Рэткын. Со стороны материка окружена сопками высотой 130—340 м.
На побережье бухты преобладают комбинации кочкарных кустарничково-пушицево-осоковых тундр, заболоченных осоково-моховых тундр и осоковых болот. По предварительным оценкам, здесь представлено ок. 150 видов сосудистых растений.
На косе Рэткын находится крупное лежбище моржей, здесь планируется создание особо охраняемой территории — зоологического памятника природы.
В окрестностях бухты обнаружены раннеголоценовые археологические памятники.